# Leo (film 2000)
Leo è un film del 2000 diretto da José Luis Borau.